# Fusajiro Yamauchi
Fusajiro Yamauchi (Japans: 山内房治郎, Yamauchi Fusajirō) (Kyoto, 22 november 1860 - aldaar, januari 1940) was de man die in 1889 het speelkaartenbedrijf oprichtte dat nu als Nintendo bekend is. Yamauchi woonde in Kioto, Japan. Hij had een dochter genaamd Tei Yamauchi die later zou trouwen met Sekiryo Kaneda.
Fusajiro Yamauchi begon zijn bedrijf onder de naam Nintendo Koppai in 1889. Het bedrijf maakte speelkaarten genaamd hanafuda. Deze kaarten werden handgemaakt van boomschors per dek van 48. Fusajiro verkocht deze kaarten in twee winkels. Eén winkel bevond zich in Kyoto, de andere in Osaka. Nintendo breidde al snel uit en daardoor moest Fusajiro medewerkers in dienst nemen om de kaarten te maken.
In 1929 ging Fusajiro met pensioen. Zijn schoonzoon Sekiryo Kaneda nam het bedrijf van hem over. Hij stierf uiteindelijk in 1940 tijdens de Tweede Wereldoorlog, maar zijn dood had niets te maken met die oorlog.
Hiroshi Yamauchi, Fusajiro's achterkleinzoon, duwde later als grote baas van Nintendo, het bedrijf naar de games-markt. Nintendo werd in de jaren 1980 bekend om zijn games.